# Tiro con l'arco ai Giochi della IV Olimpiade - Continental Style maschile
La competizione del Continental Style maschile  di Tiro con l'arco ai Giochi della IV Olimpiade si tenne i giorno 20 luglio 1908 allo Stadio di White City di Londra.

## Risultati
| Pos.    | Atleta                 | Nazione     | Punti |
| ------- | ---------------------- | ----------- | ----- |
| Oro     | Eugène Grisot          | Francia     | 263   |
| Argento | Louis Vernet           | Francia     | 256   |
| Bronzo  | Gustave Cabaret        | Francia     | 255   |
| 4       | Charles Aubras         | Francia     | 231   |
| 5       | Charles Quervel        | Francia     | 223   |
| 6       | Albert Dauchez         | Francia     | 222   |
| 7       | Louis-Albert Salingré  | Francia     | 215   |
| 8       | Henri Berton           | Francia     | 212   |
| 9       | Eugène Richez          | Francia     | 210   |
| 10      | Édouard Beaudoin       | Francia     | 206   |
| 11      | Charles Vallée         | Francia     | 193   |
| 12      | John Keyworth          | Regno Unito | 190   |
| 13      | Émile Fisseux          | Francia     | 185   |
| 14      | Jean-Louis de la Croix | Francia     | 177   |
| 15      | Henry Richardson       | Stati Uniti | 171   |
| 16      | Alfred Poupart         | Francia     | 155   |
| 17      | Oscar Jay              | Francia     | 134   |